# Svarttjärnen, Uppland
Svarttjärnen är en sjö i Österåkers kommun i Uppland och ingår i Åkerströms huvudavrinningsområde. Vid provfiske har gädda och mört fångats i sjön.